# Камалиев, Берик Сайлауович
Берик Сайлауович Камалиев (13 ноября 1960, п. Егиндыбулак, Каркаралинский район, Карагандинская область, Казахская ССР) — государственный деятель Республики Казахстан, экс-министр транспорта и коммуникаций (с 12 апреля 2011 года по 20 января 2012)

## Биография
Родился 13 ноября 1960 года в посёлке Егиндыбулак Каркаралинского района Карагандинской области. Происходит из подрода бертис-шаншар рода каракесек племени аргын.
Окончил Карагандинский политехнический институт по специальности «инженер-строитель», Карагандинский государственный университет по специальности «экономист», а также Российскую академию государственной службы при Президенте Российской Федерации по специальности «менеджер».

## Карьера
1982—1983 — служба в рядах Советской Армии.
1983—1984 — трудовую деятельность начал как прораб строительно-монтажного участка воинской части.
1984—1991 — в комсомольских органах: инструктор райкома, командир областного штаба студенческих строительных отрядов.
С начала 1990-х годов — в частном бизнесе, возглавлял ряд компаний.
1993—1995 — заместитель председателя областного объединения «Казагропромтехника».
2001—2004 — начальник Карагандинского областного управления автомобильных дорог.
2004—2005 — советник Премьер-Министра Республики Казахстан.
2005—2006 — глава Комитета развития транспортной инфраструктуры Министерства транспорта и коммуникаций Республики Казахстан.
февраль—май 2006 года — заместитель акима Карагандинской области по вопросам агропромышленного комплекса, предпринимательства, охраны окружающей среды, земельных отношений.
С 25 мая 2006 года — первый заместитель акима Карагандинской области.
февраль 2009 — апрель 2010 — председатель правления социально-предпринимательской корпорации (СПК) «Сары Арка».
апрель 2010 — апрель 2011 — вице-министр индустрии и новых технологий РК.
12 апреля 2011 года — 20 января 2012 года — Министр транспорта и коммуникаций РК.
Имеет учёную степень кандидата экономических наук. Автор ряда научных публикаций.
С июня 2014 года по январь 2015 года — председатель правления АО «НК «КазАвтоЖол».
С 30 января 2015 года — 13 июля 2016 года — вице-президент АО «НК «Казахстан темир жолы».
С 13 июля 2016 — декабрь 2016 года — вице-министр по инвестициям и развитию РК.
С января — декабрь 2017 года — стажер DE MONTFORT UNIVERSITY, г. Лондон.
С января 2018 — март 2019 года — председатель совета директоров ТОО «East Mar Kazakhstan».
С марта 2019 года — апрель 2022 года — вице-министр индустрии и инфраструктурного развития РК.

## Награды
- Орден «Құрмет»,
- Юбилейная медаль «10 лет независимости Республики Казахстан»
- Юбилейная медаль «10 лет Астане»
- Медаль «20 лет Астане» (2018)[8]

## Личная жизнь
Женат, воспитывает двух сыновей.